# Барбудо жовтогорлий
Барбудо жовтогорлий (Trachyphonus margaritatus) — вид дятлоподібних птахів родини лібійних (Lybiidae).

## Поширення
Вид поширений в Африці у регіоні Сахель (смуга посушливих саван південніше Сахари) від Мавританії до Сомалі.

## Спосіб життя
Мешкає в акацієвій савані. Трапляється групами з 4-5 птахів. Живиться комахами, фруктами, яйцями, іноді полює на гризунів. Гнізда облаштовує в термітниках. Також може використовувати стіни занедбаних колодязів та старих будівель. Кладка складається з чотирьох-шести яєць. Вони мають рожево-білуватий колір. За рік буває два потомства.